# ティリチミール
ティリチミール（Tirich Mir、Terich Mir、Terichmirとも表記）はパキスタンにある山である。標高は7,708mでヒンドゥークシュ山脈の最高峰である。
初登頂は、1950年にノルウェー隊により成し遂げられた。この山は、チトラルから望むことができ、中央市場からも容易に見える。またアフガニスタンからも見ることができる。地元の伝説によると、山の上に住むジン（精霊）、悪魔、魔女、妖精のために登ることができない山という。チトラルからこの山に向かう途中でもっとも山に近いのがティリチ村である。この村の住民はKhowar語を話す。山の途中までは登山のガイドや荷物運搬を依頼することもできる。
クレバスに落ちたりして毎年のように登山者が犠牲となっている。エベレストよりもずっと登頂が難しく危険な山という説もある。